# Мировой Гран-при (снукер)
Мировой Гран-при (англ. World Grand Prix) — профессиональный рейтинговый турнир по снукеру, один из исторически наиболее важных турниров в мэйн-туре. В 2015—2016 гг. турнир проводился в городке Лландидно, в Уэльсе. В 2018 году турнир вернулся в исторически значимое для него место — Гилд-Холл в городе Престон, однако в 2019 году снова покинул его.

## История
В 2010 году классический турнир Гран-при изменил название на World Open, однако значение и статус его остались прежними лишь формально. В сезоне 2011/12 было решено перенести турнир в Китай (город Хайкоу провинции Хайнань) и разыграть его не осенью, как прежде, а весной (в конце сезона). Престижа перенесённый новый турнир не завоевал и с 2012 по 2014 год целый ряд самых титулованных игроков на турнир не приезжал и не заявлялся. В 2015 году турнир не провели и вернули только летом 2016, увеличив призовые и изменив условия выступления.
Всё это привело руководство Worldsnooker к идее восстановления классического турнира Гран-При на территории Великобритании. Весной 2015 года состоялся первый розыгрыш возрождённого Гран-При, в котором приняли участие 32 лучших участника по текущему рейтингу. Победу на турнире одержал Джадд Трамп, обыгравший Ронни О'Салливана в финале со счётом 10-7. В 2016 году турнир не только сохранился, но и восстановил свой рейтинговый статус. Несмотря на то, что за турнир игроки начали получать рейтинговые очки, никакого подобия квалификации и отборочных раундов на турнир не появилось, в турнире снова приняли участие 32 лучших по рейтингу игрока. В 2016 году чемпионом стал Шон Мёрфи, обыгравший в финале Стюарта Бинэма со счётом 10-9. Примечателен был тот факт, что в последний момент для попадания на данный турнир в 2016 году прошлогоднему финалисту Ронни О'Салливану, который пропустил первую половину сезона полностью необходимо было именно выиграть турнир Welsh Open, чего он и добился. Однако сам турнир сложился для него неудачно, уже в 1-м круге он проиграл Майклу Холту 3:4.
Дабы подчеркнуть преемственность этого турнира по отношению к старому, классическому Гран-При, организаторы турнира возродили традиционный кубок Гран-При в виде изогнутого большого металлического кувшина, который позже немного уменьшили в размерах.

## Победители
| Год                  | Чемпион              | Финалист             | Счёт                 | Место проведения     | Сезон                |
| Нерейтинговый турнир | Нерейтинговый турнир | Нерейтинговый турнир | Нерейтинговый турнир | Нерейтинговый турнир | Нерейтинговый турнир |
| -------------------- | -------------------- | -------------------- | -------------------- | -------------------- | -------------------- |
| 2015                 | Джадд Трамп          | Ронни О'Салливан     | 10:7                 | Лландидно            | 2014/15              |
| Рейтинговый турнир   |                      |                      |                      |                      |                      |
| 2016                 | Шон Мерфи            | Стюарт Бинэм         | 10:9                 | Лландидно            | 2015/16              |
| 2017                 | Барри Хокинс         | Райан Дэй            | 10:7                 | Престон              | 2016/17              |
| 2018                 | Ронни О'Салливан     | Дин Цзюньху          | 10:3                 | Престон              | 2017/18              |
| 2019                 | Джадд Трамп          | Али Картер           | 10:6                 | Челтнем              | 2018/19              |
| 2020 (1)             | Нил Робертсон        | Грэм Дотт            | 10:8                 | Челтнем              | 2019/20              |
| 2020 (2)             | Джадд Трамп          | Джек Лисовски        | 10:7                 | Милтон-Кинс          | 2020/21              |
| 2021                 | Ронни О'Салливан     | Нил Робертсон        | 10:8                 | Ковентри             | 2021/22              |
| 2023                 | Марк Аллен           | Джадд Трамп          | 10:9                 | Челтнем              | 2022/23              |
| 2024                 | Ронни О'Салливан     | Джадд Трамп          | 10:7                 | Лестер               | 2023/24              |
| 2025                 | Нил Робертсон        | Стюарт Бингем        | 10:0                 | Коулун, Гонконг      | 2024/25              |